# Österreich-Rundfahrt 2007/Etappen
Die Österreich-Rundfahrt 2007 umfasste acht Etappen mit einer Gesamtstreckenlänge von 1247,6 km.

## 1. Etappe am 8. Juli
Die erste Etappe der 59. Österreich-Rundfahrt mit Start und Ziel in Mayrhofen im Zillertal hatte eine Länge von 130,7 km und war ein Rundkurs von etwa 33 km Länge, der viermal durchfahren wurde. Nach etwa 25 km konnten sich Jürgen Van De Walle und Morris Possoni vom Feld absetzen und ihren Vorsprung auf maximal 3:40 Minuten ausbauen. Sie wurden etwa zehn km vor dem Ziel vom Hauptfeld wieder eingeholt und die Etappe im Sprint entschieden. Hier konnte sich der Italiener Fabio Baldato vor dem Deutschen Gerald Ciolek durchsetzen.
Zwischensprints
Aschau (20,1 km)
| Erster  | Gerald Ciolek   | 4 P. und 3 s |
| Zweiter | Markus Eibegger | 2 P. und 2 s |
| Dritter | Tom Stubbe      | 1 P. und 1 s |

Aschau (52,9 km)
| Erster  | Jürgen Van De Walle | 4 P. und 3 s |
| Zweiter | Morris Possoni      | 2 P. und 2 s |
| Dritter | Michael Knopf       | 1 P. und 1 s |

Aschau (85,7 km)
| Erster  | Morris Possoni      | 4 P. und 3 s |
| Zweiter | Jürgen Van De Walle | 2 P. und 2 s |
| Dritter | Michael Knopf       | 1 P. und 1 s |

## 2. Etappe am 9. Juli
Die zweite Etappe führte vom Start- und Zielort des Vortages nach Salzburg und hatte eine Länge von 194,9 km. Trotz zahlreicher Ausreissversuche gelang es erst nach 52 km einem Fahrer, sich vom Feld abzusetzen: der Italiener Sergio Laganà baute seinen Vorsprung auf bis zu sechs Minuten aus und gewann alle Bergwertungen. Auf der Abfahrt nach der letzten Bergwertung wurde er vom Österreicher Rupert Probst überholt, der sich einen Vorsprung von maximal eineinhalb Minuten auf das Hauptfeld erarbeiten konnte.
Wie am Vortag fuhr das Feld die letzten zehn km geschlossen, der Etappensieger wurde wieder im Sprint ermittelt: Gerald Ciolek gewann vor seinem Landsmann Steffen Radochla und sicherte sich auch die Führung in der Gesamtwertung.
Zwischensprints
St. Gertraudi (32,4 km)
| Erster  | Gerald Ciolek   | 4 P. und 3 s |
| Zweiter | Markus Eibegger | 2 P. und 2 s |
| Dritter | Fabio Baldato   | 1 P. und 1 s |

Bruggermühle (54,7 km)
| Erster  | Sergio Laganà   | 4 P. und 3 s |
| Zweiter | Markus Eibegger | 2 P. und 2 s |
| Dritter | Michael Knopf   | 1 P. und 1 s |

Seidenau (164,9 km)
| Erster  | Rupert Probst     | 4 P. und 3 s |
| Zweiter | Pieter Ghyllebert | 2 P. und 2 s |
| Dritter | Johan Coenen      | 1 P. und 1 s |

Bergwertungen
Itter, Kategorie 4 (61,6 km)
| Erster  | Sergio Laganà   | 3 P. |
| Zweiter | Harald Morscher | 2 P. |
| Dritter | Martin Riška    | 1 P. |

Steinpass, Kategorie 3 (120,8 km)
| Erster  | Sergio Laganà   | 5 P. |
| Zweiter | Harald Morscher | 3 P. |
| Dritter | Martin Riška    | 1 P. |

Hinterreit, Kategorie 3 (144,4 km)
| Erster  | Sergio Laganà      | 5 P. |
| Zweiter | Rupert Probst      | 3 P. |
| Dritter | Kevin Seeldraeyers | 1 P. |

## 3. Etappe am 10. Juli
Die dritte Etappe startete in Salzburg und endete nach 183,8 km mit einer Bergankunft auf dem 1670 m hohen Kitzbüheler Horn. In der Anfangsphase setzten sich 15 Fahrer vom Feld ab; sie wurden zu Beginn des Schlussanstiegs wieder eingeholt. Dort riss der Österreicher Thomas Rohregger aus, rettete einen Vorsprung von 18 Sekunden ins Ziel und eroberte das Trikot des Gesamtführenden vor seinem Landsmann Christian Pfannberger, der die Etappe auf das Kitzbüheler Horn im Vorjahr als Sieger beendet hatte.
Zwischensprints
Leogang (69,3 km)
| Erster  | Josef Benetseder  | 4 P. und 3 s |
| Zweiter | Francesco Gavazzi | 2 P. und 2 s |
| Dritter | Servais Knaven    | 1 P. und 1 s |

Waidring (104,2 km)
| Erster  | Andrea Tonti     | 4 P. und 3 s |
| Zweiter | Josef Benetseder | 2 P. und 2 s |
| Dritter | Servais Knaven   | 1 P. und 1 s |

Schwarzsee bei Kitzbühel (129,6 km)
| Erster  | Gianni Meersman   | 4 P. und 3 s |
| Zweiter | Francesco Gavazzi | 2 P. und 2 s |
| Dritter | Andrea Tonti      | 1 P. und 1 s |

Bergwertungen
Grießenpass, Kategorie 4 (76,6 km)
| Erster  | Gianni Meersman    | 3 P. |
| Zweiter | Jean-Claude Lebeau | 2 P. |
| Dritter | Andrea Tonti       | 1 P. |

St. Jakob in Haus, Kategorie 3 (91,9 km)
| Erster  | Gianni Meersman    | 5 P. |
| Zweiter | Jean-Claude Lebeau | 3 P. |
| Dritter | Andrea Tonti       | 1 P. |

Kitzbüheler Horn, höchste Kategorie (183,8 km)
| Erster  | Thomas Rohregger      | 15 P. |
| Zweiter | Christian Pfannberger | 10 P. |
| Dritter | Jure Golčer           | 8 P.  |
| Vierter | Stijn Devolder        | 6 P.  |
| Fünfter | Ruslan Pidhornyj      | 4 P.  |

## 4. Etappe am 11. Juli
Die vierte Etappe von Kitzbühel nach Prägraten am Großvenediger hatte eine Länge von 183,7 km. Nach ruhigem Rennbeginn bildete sich erst im Anstieg auf den Großglockner, wo beim Hochtor der mit 2.575 m höchste Punkt der diesjährigen Österreich-Rundfahrt passiert wurde, eine Spitzengruppe mit den Favoriten auf den Gesamtsieg. Der Österreicher Christian Pfannberger, im Vorjahr Gesamtdritter der Rundfahrt, konnte ihn als Schnellster bewältigen und den prestigeträchtigen Titel des Glocknerkönigs erobern; außerdem eroberte er das Bergwertung.
In der Abfahrt vom Großglockner konnten sich Andreas Matzbacher (Österreich) und Cristiano Salerno (Italien) aus der Spitzengruppe absetzen, sie wurden jedoch von den Verfolgern im Schlussanstieg eingeholt. In der von zahlreichen Ausreißversuchen geprägten Schlussphase des Rennens gelang dem Belgier Bjorn Leukemans der entscheidende Angriff. Er siegte mit rund einer halben Minute Vorsprung vor dem Österreicher Gerrit Glomser.
Zwischensprints
Jochberg (6,2 km)
| Erster  | Gerald Ciolek   | 4 P. und 3 s |
| Zweiter | František Raboň | 2 P. und 2 s |
| Dritter | Steven Kleynen  | 1 P. und 1 s |

Lienz (139,6 km)
| Erster  | Andreas Matzbacher | 4 P. und 3 s |
| Zweiter | Cristiano Salerno  | 2 P. und 2 s |
| Dritter | Stijn Devolder     | 1 P. und 1 s |

Bergwertungen
Pass Thurn, Kategorie 3 (15,6 km)
| Erster  | Gianni Meersman       | 5 P. |
| Zweiter | Christian Pfannberger | 2 P. |
| Dritter | Gabriele Bosisio      | 1 P. |

Fuscher Törl, höchste Kategorie (81,3 km)
| Erster  | Christian Pfannberger | 15 P. |
| Zweiter | Jure Golčer           | 10 P. |
| Dritter | Thomas Rohregger      | 8 P.  |
| Vierter | Óscar Sevilla         | 6 P.  |
| Fünfter | Stijn Devolder        | 4 P.  |

Hochtor, Kategorie 2 (87,3 km)
| Erster  | Christian Pfannberger | 8 P. |
| Zweiter | Ruslan Pidhornyj      | 6 P. |
| Dritter | Thomas Rohregger      | 4 P. |
| Vierter | Jure Golčer           | 2 P. |

Iselsberg, Kategorie 3 (127,8 km)
| Erster  | Cristiano Salerno     | 5 P. |
| Zweiter | Andreas Matzbacher    | 3 P. |
| Dritter | Christian Pfannberger | 1 P. |

Virgen, Kategorie 2 (175,6 km)
| Erster  | Christian Pfannberger | 8 P. |
| Zweiter | Jure Golčer           | 6 P. |
| Dritter | Thomas Rohregger      | 4 P. |
| Vierter | Óscar Sevilla         | 2 P. |

## 5. Etappe am 12. Juli
Nach den beiden schweren Bergetappen führte die fünfte Etappe von Lienz nach Wolfsberg durch deutlich flacheres Gelände. Mit 207,1 km war sie die längste Etappe der diesjährigen Österreich-Rundfahrt. Etwa 70 km nach dem Start konnten sich sieben Fahrer vom Feld absetzen und einen Vorsprung von fast neun Minuten ins Ziel retten. Hier setzte sich der Belgier Gianni Meersman im Sprint gegen den Italiener Gabriele Bosisio durch.
Zwischensprints
Arnoldstein (90,3 km)
| Erster  | Gabriele Bosisio | 4 P. und 3 s |
| Zweiter | Andrea Tonti     | 2 P. und 2 s |
| Dritter | Dries Devenyns   | 1 P. und 1 s |

Selpritsch (121,4 km)
| Erster  | Gianni Meersman  | 4 P. und 3 s |
| Zweiter | Andrea Tonti     | 2 P. und 2 s |
| Dritter | Gabriele Bosisio | 1 P. und 1 s |

Völkermarkt (174,8 km)
| Erster  | Andrea Tonti     | 4 P. und 3 s |
| Zweiter | Gianni Meersman  | 2 P. und 2 s |
| Dritter | Gabriele Bosisio | 1 P. und 1 s |

Bergwertungen
Gailbergsattel, Kategorie 2 (20,1 km)
| Erster  | Christian Pfannberger | 8 P. |
| Zweiter | Dmytro Hrabowskyj     | 6 P. |
| Dritter | Markus Eibegger       | 4 P. |
| Vierter | José Rujano           | 2 P. |

Karawankenblick, Kategorie 4 (172,1 km)
| Erster  | Andy Cappelle  | 3 P. |
| Zweiter | Dries Devenyns | 2 P. |
| Dritter | Adam Hansen    | 1 P. |

Griffner Berg, Kategorie 3 (188,9 km)
| Erster  | Tom Stubbe     | 5 P. |
| Zweiter | Olivier Kaisen | 3 P. |
| Dritter | Adam Hansen    | 1 P. |

## 6. Etappe am 13. Juli
Die sechste Etappe führte von Wolfsberg nach Semmering und hatte eine Länge von 194,4 km. Nach etwa 30 km bildete sich eine Spitzengruppe mit neun Fahrern, zu der auch der Deutsche Gerald Ciolek gehörte, der im Laufe der Etappe zwei Zwischensprints gewinnen und so wichtige Punkte im Kampf um die Gesamtsprintwertung sammeln konnte. Kurz nach der zweiten Sprintwertung wurde die Gruppe wieder gestellt und das Feld fuhr bis 20 km vor dem Ziel geschlossen. Dort konnte sich eine größere Gruppe mit allen Favoriten auf den Gesamtsieg lösen. Dem Österreicher Gerrit Glomser, auf der vierten Etappe bereits Etappenzweiter, gelang der Sieg im Sprint; Rang zwei belegte der Spanier Óscar Sevilla.
Zwischensprints
Zeltweg (51,1 km)
| Erster  | Gerald Ciolek     | 4 P. und 3 s |
| Zweiter | Björn Schröder    | 2 P. und 2 s |
| Dritter | Dmytro Hrabowskyj | 1 P. und 1 s |

Kraubath (72,6 km)
| Erster  | Gerald Ciolek  | 4 P. und 3 s |
| Zweiter | Gil Suray      | 2 P. und 2 s |
| Dritter | Steven Kleynen | 1 P. und 1 s |

Sankt Marein im Mürztal (118,5 km)
| Erster  | Matej Jurčo   | 4 P. und 3 s |
| Zweiter | David Loosli  | 2 P. und 2 s |
| Dritter | Giairo Ermeti | 1 P. und 1 s |

Bergwertungen
Obdacher Sattel, Kategorie 3 (29,3 km)
| Erster  | Dmytro Hrabowskyj | 5 P. |
| Zweiter | Gerald Ciolek     | 3 P. |
| Dritter | Serge Pauwels     | 1 P. |

Häuselberg, Kategorie 4 (87,7 km)
| Erster  | Dmytro Hrabowskyj | 3 P. |
| Zweiter | Gil Suray         | 2 P. |
| Dritter | Alexander Serow   | 1 P. |

Maria Schutz, Kategorie 3 (178,4 km)
| Erster  | Alexander Chatunzew | 5 P. |
| Zweiter | František Raboň     | 3 P. |
| Dritter | Michael Knopf       | 1 P. |

## 7. Etappe am 14. Juli
Wie im Vorjahr viel auch 2007 die Entscheidung um den Gesamtsieg im Einzelzeitfahren in Podersdorf am See; die Fahrer hatten dabei eine Strecke von 24,5 km zu bewältigen. Der Belgier Stijn Devolder konnte es mit deutlichem Vorsprung für sich entscheiden. Auf Rang zwei folgte Ruslan Pidhornyj, im Vorjahr Gesamtzweiter der Rundfahrt. Der bisherige Spitzenreiter Thomas Rohregger verlor im Kampf gegen die Uhr über zweieinhalb Minuten auf Devolder.

## 8. Etappe am 15. Juli
Von Podersdorf am See führte die achte und letzte Etappe der Österreich-Rundfahrt über 128,5 km zum Ziel an der Wiener Staatsoper. Kurz nach dem Start konnten sich drei Fahrer absetzen und mit Vorsprung in den zehnmal zu durchfahrenen Rundkurs in Wien gehen. 14 km vor dem Ziel wurde der Ausreissversuch beendet und die Etappe im Sprint entschieden. Hier konnte der Deutsche Gerald Ciolek vom T-Mobile Team seinen zweiten Etappensieg erringen und auch die Gesamtsprintwertung gewinnen. Stijn Devolder vom Discovery Channel Pro Cycling Team kam zeitgleich mit Ciolek ins Ziel und ist der Gewinner der Österreich-Rundfahrt 2007. Der Österreicher Christian Pfannberger aus der Elk-Haus-Simplon-Mannschaft sicherte sich das Bergwertung. Die Mannschaftswertung gewann wie im Vorjahr das irische Tenax-Team.
Zwischensprints
Wiener Staatsoper (71,2 km)
| Erster  | Andrew Bradley   | 4 P. und 3 s |
| Zweiter | Markus Eibegger  | 2 P. und 2 s |
| Dritter | Steffen Wesemann | 1 P. und 1 s |

Wiener Staatsoper (89,8 km)
| Erster  | Markus Eibegger  | 4 P. und 3 s |
| Zweiter | Andrew Bradley   | 2 P. und 2 s |
| Dritter | Steffen Wesemann | 1 P. und 1 s |

Wiener Staatsoper (108,4 km)
| Erster  | Markus Eibegger  | 4 P. und 3 s |
| Zweiter | Steffen Wesemann | 2 P. und 2 s |
| Dritter | Andrew Bradley   | 1 P. und 1 s |